# Изабелия фиолетовая
Isabelia violacea — вид многолетних трявянистых растений из рода Изабелия семейства Орхидные, или Ятрышниковые (Orchidaceae).
Возможные русские названия — Изабе́лия фиоле́товая, Изабе́лия фиалковая. Русское название этого таксона в авторитетных источниках не встречается; в русскоязычной литературе используется либо научное название вида — Isabelia violacea (Lindl.) C.Van den Berg & M.W.Chase, либо название Sophronitis violacea Lindl., входящее согласно современным представлениям в синонимику названия Isabelia violacea.
Английское общеупотребительное название — The Violet Isabelia.

## Синонимы
По данным Королевских ботанических садов в Кью:
- Sophronitis violacea Lindl., 1840 basionym
- Sophronia violacea (Lindl.) Kuntze, 1891
- Sophronitella violacea (Lindl.) Schltr., 1925
- Sophronitis violacea var. alba Barb.Rodr., 1882
- Isabelia violacea f. alba (Barb.Rodr.) F.Barros, 2003

## Природныевариации
- Isabelia violacea var. alba 
Встречается крайне редко, в природе в пропорции 1/10.0000. Цветы от 3 до 4,5 см в диаметре. Цветет в зимнее время, с июля по август[2].

## Биологическое описание
Миниатюрные симподиальные растения. 

Псевдобульбы веретеновидные, однолистные, до 4 см в высоту, располагаются плотной группой.

Листья жесткие, удлиненно-ланцетные, до 8 см длиной.

Цветонос короче листьев, 1 или 2 цветковый. 

Цветки яркие, розовато-фиолетовые, 2-3 см в диаметре.

## Ареал, экологические особенности
Эндемик Бразилии. Вид распространен от Риу-Гранди-ду-Сул до Эспириту-Санту. Населяет местообитания от 600 до 1200 метров над уровнем моря с высокой интенсивностью солнечного света, большим суточным перепадом температур и частыми туманами. Эпифит, реже литофит.

## В культуре

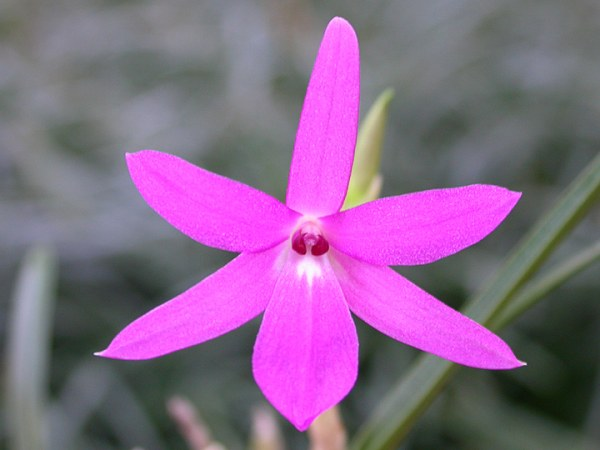
Isabelia violacea

Температурная группа — умеренно-холодная. 

Этот вид лучше растет на блоке из коры пробкового дуба. Возможна посадка в горшок или корзинку для эпифитов с субстратом из сосновой коры средней или крупной фракции. 
 Полив регулярный. Субстрат после полива должен полностью просыхать. Для полива лучше использовать воду прошедшую очистку методом обратного осмоса.

Ярко выраженного периода покоя не имеет. 

Относительная влажность воздуха 50-70 %. 

Освещение: 10-15 кЛк. 
Подкормки комплексным удобрением для орхидей в минимальной концентрации 1-3 раза в месяц. 
Цветение в природе приходится на конец зимы — начало весны, в культуре в конце осени — зимой.